# 薩摩ホグワーツ
薩摩ホグワーツ（さつまホグワーツ）は、日本のネット流行語の1つ。2023年「ネット新語賞」を受賞している。

## 概要
J・K・ローリングの『魔法ワールド』（ハリー・ポッターシリーズ）のホグワーツ魔法魔術学校を舞台とするゲーム『ホグワーツ・レガシー』が2023年2月10日に発売され注目を集めた。
薩摩出身のホグワーツ魔法魔術学校生が独自の呪文「チェスト」を叫び、薩摩藩士の用いた剣法「示現流」で全てを解決する……というのが基幹の設定となっている。一例としてハリー・ポッターシリーズに登場する魔法の1つ「エクスペリアームス（Expelliarmus / 武器よ去れ）」は対象者の持つ武器を強制的に吹き飛ばす魔法であるが、薩摩ホグワーツでは（示現流によって）武器を持つ腕ごと切り落とす。
「薩摩ホグワーツ」は完全に非公式なファン活動の一環であるが、『魔法ワールド』には愛知県豊橋市に「トヨハシ・テング」という名のクィディッチチームがあるという設定が、ゲーム『ホグワーツ・レガシー』以前からある。「トヨハシ・テング」では試合に負けた際に、選手は自らの魔法のホウキを焼き払う慣習があり、国際魔法使い連盟クィディッチ委員会は、こういった慣習に難色を示しているという設定がある。

## 経緯
松永マグロが『ホグワーツ・レガシー』でのプレイスタイルを薩摩藩士のイメージと重ね、「薩摩ホグワーツ」という造語を生み出した。架空の、しかも非公式の概念である「薩摩ホグワーツ」の語にSNS上で様々な妄想ストーリーが展開され、パワーワードに溢れた投稿の数々は瞬く間に拡散し、混沌とした一大ムーブメントを巻き起こした。
松永は2023年2月12日に、PlayStation 5の購入と、『ホグワーツ・レガシー』を始めた旨の発信をTwitterで行っている。ゲームをプレイしながら、松永の中で「早朝に飛び起きて猿叫を上げつつ、基礎魔法カラテの素振り300本」、「敗北は恥として即切腹」、上述の「相手の武器を腕ごと斬り落とす」といった豪快な薩摩ホグワーツ像が生まれ、仲間内に向けたの話してたネタとして発信を行った。小説『ニンジャスレイヤー』の影響もあったものと推測される。
魔法を気合で打ち破るという「薩摩ホグワーツ」のスタイルは多くの人の心に刺さり、Twitterで広く認知され、「魔法使いの杖」を「仕込み杖」にして抜刀してトロールに立ち向かう、爆発の呪文を猿叫と杖の一撃で代替するといった豪傑な薩摩ホグワーツ生のイメージは拡大していった。なお、こういった無茶苦茶に対し「魔法省からは禁止されている」と付記されるのも、お約束の1つとなっている。
さらにはハリー・ポッターシリーズとはまったく無関係の漫画『ゴールデンカムイ』の鯉登平之丞、漫画『ドリフターズ』の島津豊久といった薩摩出身の武人を魔法ワールドと交ぜる人、第5の学生寮「薩摩」を想像する人、薩英戦争の史実から薩摩とホグワーツの関連性を見いだしてしまう人も現れた。同年2月17日には、ゲーム『ホグワーツ・レガシー』にて複数の登場人物の日本語版音声の声優を務めた佐藤せつじが自身のTittwerに「組分け帽子」の台詞として公式の4つの寮ではなく、生徒の「薩摩藩」入りを告げる音声を公開し、話題となる。なお、佐藤はゲームでも「組分け帽子」の日本語音声を担当している。このネタと映画『ハリー・ポッターと賢者の石』を関連づけたネタがツィートされるなど、ゲームに留まらず、原作小説や映画のハリー・ポッターシリーズへの浸食を見せ始める。
2023年のネット流行語100（ドワンゴ、ピクシブ）にノミネートされ6位となり、「ネット上で新しく生み出され、特に大きな話題となったワード」として「ネット新語賞」を受賞した。なお、ネット新語賞は2023年に新設された部門である。また、SNS流行語大賞（イー・ガーディアン）でも8位を獲得している。